# Caso di studio
Il caso di studio (oppure caso studio) o studio di caso è un metodo di ricerca utilizzato, nell'ambito di questioni complesse, per estendere l'esperienza o rafforzare ciò che è già noto da precedenti ricerche. Viene impiegato in diverse aree della scienza, in particolare se ne fa ampio uso nelle scienze sociali, e permette di porre enfasi sull'analisi contestuale dettagliata di un numero limitato di eventi o condizioni e le loro relazioni.

## Caratteristiche
Robert K. Yin ha identificato tre tipi specifici di casi di studio: esplorativo, esplicativo, e descrittivo. I casi esplorativi sono talvolta considerati come un preludio alla ricerca, quelli esplicativi possono essere usati per indagini causali, mentre quelli descrittivi richiedono il precedente sviluppo di una teoria descrittiva. Successivamente Robert E. Stake ha introdotto altri tre tipi di studi di caso: intrinseco, quando il ricercatore ha un interesse nel caso; strumentale, quando il caso è utilizzato per comprendere più di ciò che è ovvio all'osservatore; e collettivo, quando viene studiato un gruppo di casi.
Lo studio di caso è conosciuto come una strategia di ricerca triangolata. N. Denzin ha identificato quattro tipi di triangolazione: triangolazione della fonte dei dati, quando il ricercatore verifica se i dati restano gli stessi in contesti differenti; triangolazione dei ricercatori, quando diversi ricercatori esaminano lo stesso fenomeno; triangolazione della teoria, quando ricercatori con differenti punti di vista interpretano gli stessi risultati; e la triangolazione metodologica, quando si usano approcci diversi per aumentare la fiducia nell'interpretazione.

## Fasi di uno studio di caso
Sulla base di quanto suggerito da autori quali Robert E. Stake, Helen Simons, e Robert K. Yin, è possibile stabilire sei fasi nello sviluppo di uno studio di caso:
1. determinazione e definizione dei quesiti della ricerca;
2. selezione dei casi e determinazione della raccolta dei dati e delle tecniche di analisi;
3. preparazione alla raccolta dei dati;
4. raccolta dei dati "sul campo";
5. valutazione e analisi dei dati;
6. preparazione della relazione.

Lo studio di caso generalmente risponde a uno o più quesiti che iniziano con "come" o "perché", avendo come obiettivo un numero limitato di eventi o condizioni e la loro correlazione. La fase successiva consiste nel determinare gli approcci per selezionare uno o più casi della vita reale da esaminare approfonditamente e quali strumenti e metodi di raccolta dei dati usare. Quando si utilizzano casi multipli, ciascun caso è trattato come un singolo caso. Durante tutta questa fase di progettazione deve essere assicurata la validità e affidabilità dello studio. Bisogna predisporre l'organizzazione sistematica della grande quantità di dati che si otterranno gestendoli con l'ausilio di database che consentono la loro categorizzazione, classificazione, conservazione, e il recupero per l'analisi. 
Dopo avere raccolto i dati con indagini sul campo, il ricercatore si occupa di esaminarli per trovare i collegamenti tra l'obiettivo della ricerca e le conclusioni in riferimento ai quesiti iniziali che si sono posti. Triangolando i dati si rafforzano le scoperte della ricerca e le conclusioni. Infine occorre redigere una relazione utilizzando un linguaggio semplice e comprensivo, consentendo al lettore di poter comprendere lo studio di caso in modo autonomo. La relazione può essere esposta trattando ciascun caso come un capitolo separato, descrivendo il caso in ordine cronologico, o sotto forma di storia.